# شنبه سیاه ۱۹۸۳
شنبه سیاه، ۲۴ سپتامبر ۱۹۸۳، (به انگلیسی: Black Saturday (1983)) نامی است که وقتی نرخ برابری دلار هنگ کنگ دربرابر دلار آمریکا به پایین‌ترین حد زمان خود رسید بر این بحران گذاشتند. در آن روز، یک دلار ایالت متحده با ۹٫۶ دلار هنگ کنگ مبادله شد. برای دوره ای، فروشگاه‌های آن کشور به دلیل نوسان نامشخص پول داخلی، شروع به قیمت گذاری اجناس به دلار ایالت متحده کردند.

## پیشینه
از نوامبر ۱۹۷۴ تا اکتبر ۱۹۸۳، هنگ کنگ تحت یک نظام نرخ ارز شناور قرار گرفت. گفتگوهای سیاسی تحویل حاکمیت هنگ کنگ به چین که شامل سفر نخست‌وزیر انگلیس، مارگارت تاچر به پکن بود، باعث کاهش اعتماد مصرف‌کننده در سال ۱۹۸۲ شد.
متوقف شدن بیانیه مشترک چین و انگلیس نیز به نگرشی بدبینانه کمک کرد. مجموعه رویدادها در نهایت منجر به «شنبه سیاه» شد که به شکل یک بحران ارزی، بانکی و مالی درآمد.

## اقدامات
دولت در ۱۷ اکتبر ۱۹۸۳ با نرخ ارز پیوند داده شده پاسخ داد.